# Katarina Tomašević
Katarina Tomašević (serbisch-kyrillisch Катарина Томашевић; * 6. Februar 1984 in Belgrad) ist eine serbische Handballspielerin.

## Karriere
Katarina Tomašević spielte in der Saison 2006/07 in der österreichischen Women Handball Austria bei Hypo Niederösterreich. Anschließend spielte sie zwei Jahre in Dänemark beim Team Esbjerg. Von dort ging sie nach Spanien zu BM Bera Bera, 2010 wechselte die 1,80 Meter große Torfrau zum serbischen Verein ŽRK Zaječar. In der Saison 2012/13 spielte Tomašević beim deutschen Bundesligisten Thüringer HC. In der Saison 2013/14 stand sie beim französischen Klub Nantes Loire Atlantique Handball unter Vertrag. Anschließend wechselte sie zum ungarischen Erstligisten FTC-Rail Cargo Hungaria. Die Saison 2016/17 pausierte sie aufgrund ihrer Schwangerschaft. Ab dem Sommer 2017 stand sie bei Dunaújvárosi Kohász KA unter Vertrag. Zwei Spielzeiten später schloss sie sich Szombathelyi KKA an. Tomašević lief ab der Saison 2022/23 für den griechischen Verein PAOK Thessaloniki auf, mit dem sie 2023 die griechische Meisterschaft gewann. Im Sommer 2024 schloss sie sich dem serbischen Verein ŽRK Bekament aus Aranđelovac an.
Mit der Serbischen Nationalmannschaft, für die Katarina Tomašević bisher 115 Länderspiele bestritt, nahm sie an den Europameisterschaften 2008 in Mazedonien, 2010 in Dänemark und Norwegen und 2012 in Serbien teil und gewann bei der Weltmeisterschaft 2013 in Serbien die Silbermedaille.

## Sonstiges
Katarina Tomašević ist verheiratet und hat einen Sohn. Sie ist von Beruf Chemikerin.

## Erfolge
- Deutscher Meister 2013
- Serbischer Meister 2011, 2012
- Österreichischer Meister 2007
- Ungarischer Meister 2015